# Mîkilske, Milove
Mîkilske (în ucraineană Микільське) este localitatea de reședință a comunei Mîkilske din raionul Milove, regiunea Luhansk, Ucraina.

## Demografie
Componența lingvistică a localității Mîkilske
     Ucraineană (91,76%)
     Rusă (5,94%)
     Alte limbi (0,06%)
Conform recensământului din 2001, majoritatea populației localității Mîkilske era vorbitoare de ucraineană (91,76%), existând în minoritate și vorbitori de rusă (5,94%).